# Arts audiovisuals

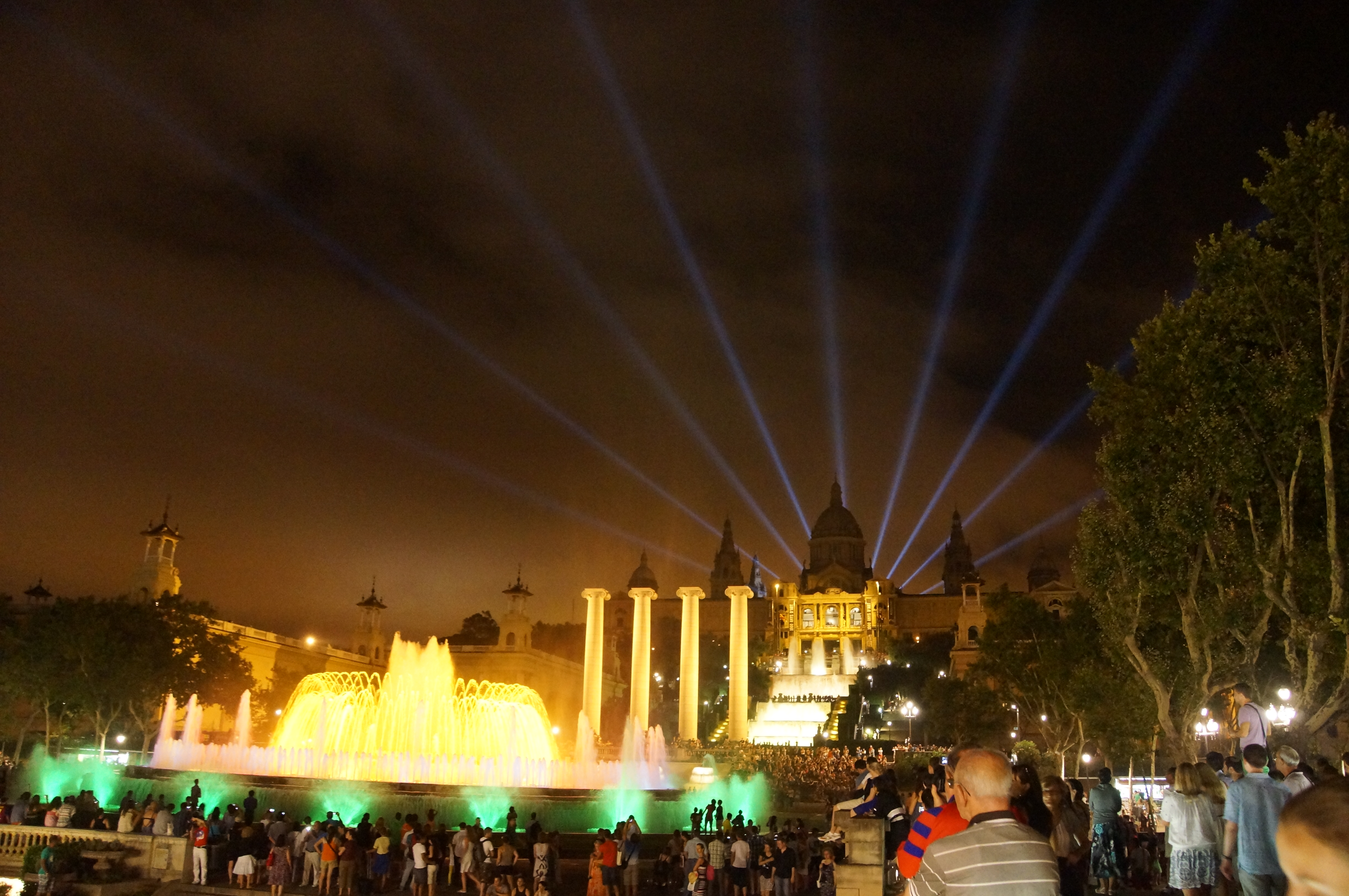
Espectacle audiovisual amb música, aigua i llum

Les arts audiovisuals són les arts que s'expressen per mitjans visuals i sonors alhora, produint espectacles en què la imatge humana es comunica no en directe, cara a cara amb el públic, sinó per mitjà de màquines. Inclouen les arts sonores i les arts visuals, la videodansa, la cinematografia i la televisió, per exemple, sent obres d'aquest art una pel·lícula, un relat de ficció televisiu, un videoclip o un espot publicitari, i també obres d'art més abstracte, com el vídeo art, l'escultura sonora i les instal·lacions sonores en general, etc.
Poden estar relacionades a altres disciplines d'art, especialment a les arts escèniques, com per exemple a la videodansa, i les arts plàstiques.

## Arts espectaculars: arts escèniques i arts audiovisuals

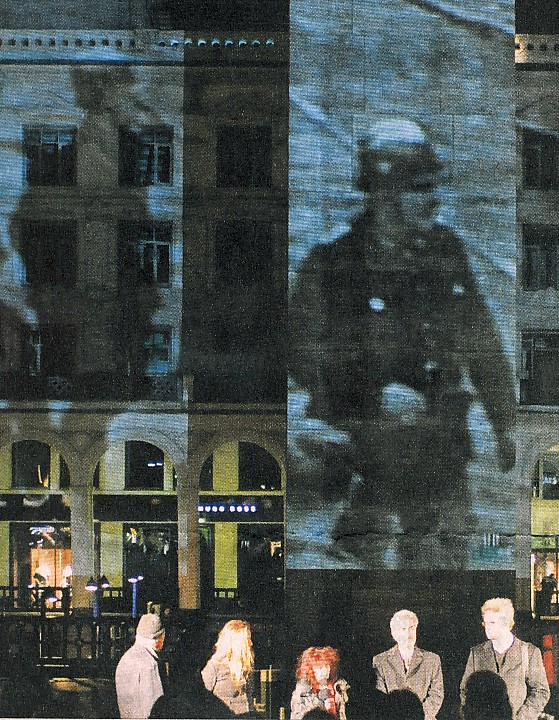
En aquesta videoinstal·lació el policia no interactua directament amb el públic, ho fa la seva imatge tal com es vol mostrar amb una càmera. Aquesta mena d'arts visuals de vegades s'usa en espectacles d'arts escèniques, combinades amb intèrprets que hi actuen en carn i os.

Tant les arts audiovisuals com les escèniques són arts espectaculars. Pel que fa a la topologia de l'espectacle, la diferència fonamental entre les arts audiovisuals i les escèniques és que a les darreres a la comunicació participa efectivament l'ésser humà en carn i os, en directe, com és el cas de la lírica, la dansa, el teatre, etc.
A les arts audiovisuals en canvi hi ha una "escena fantasma", que vol dir que l'espectador si vol té accés a tots els angles de percepció. La comunicació és diferent perquè els procediments mecànics guien en tot moment l'espectador, permetent-li veure un detall d'una gota de suor que regalima o no sentir l'estrèpit d'un armari tirat a terra, per exemple. El procés creador és molt diferent, tant pel que fa als intèrprets o actors com a la resta de la companyia o equip. A les arts escèniques el lloc de presentació influeix en la creació d'un espectacle, entre altres coses perquè la distància entre l'escena i la sala pot fer perdre capacitat de comunicació.
Actualment, els audiovisuals solen estar pressents en molts espectacles de les arts escèniques.